# 珠江路駅 (南京市)
珠江路駅（しゅこうろ-えき）は中華人民共和国江蘇省南京市玄武区にある、南京地下鉄1号線の駅である。

## 駅構造
- 島式ホーム1面2線を有する地下駅。

| 1号線ホーム | ←1号線 邁皋橋方面       |
| 1号線ホーム | 島式ホーム              |
| 1号線ホーム | 1号線 中国薬科大学方面→ |

### 駅構内
- 1号口

## 駅周辺
- 南京大学
- 東南大学
- 南京市自動医院
- 珠江路科技街

## 歴史
- 2005年8月12日 - 開業。

## 隣の駅
南京地下鉄
■1号線
鼓楼駅 - 珠江路駅 - 新街口駅